# Alangium barbatum
Alangium barbatum är en kornellväxtart. Alangium barbatum ingår i släktet Alangium och familjen kornellväxter.

## Underarter
Arten delas in i följande underarter:
- A. b. barbatum
- A. b. decipiens